# Castianeira drassodidoides
Castianeira drassodidoides är en spindelart som beskrevs av Embrik Strand 1915. Castianeira drassodidoides ingår i släktet Castianeira och familjen flinkspindlar.
Artens utbredningsområde är Israel. Inga underarter finns listade.